# 피카르 군
대수기하학에서 피카르 군(Picard群, 영어: Picard group)은 환 달린 공간 위에 존재하는 가역층들의 군이다.

## 정의
{\displaystyle X}가 환 달린 공간이라고 하자. 그렇다면 {\displaystyle X} 위에 존재하는 가역층(가역 선다발)들의 집합을 생각하자. 이 집합에 텐서곱을 통해 군의 연산을 줄 수 있다. 이 군을 피카르 군 {\displaystyle \operatorname {Pic} (X)}이라고 한다. 이는 층 코호몰로지를 사용하여
{\displaystyle \operatorname {Pic} (X)=H^{1}(X;{\mathcal {O}}_{X}^{\times })}
와 같이 정의할 수도 있다.

### 피카르 스킴
대수적으로 닫힌 체 {\displaystyle K}에 대한 사영 공간의 부분 스킴인 정역 스킴에 대하여, 피카르 군에 {\displaystyle K}-스킴의 주조를 줄 수 있는데, 이를 피카르 스킴(영어: Picard scheme) {\displaystyle \operatorname {Pic} _{X/K}}이라고 한다.
피카르 스킴에서, 원점을 포함하는 연결 성분을 {\displaystyle \operatorname {Pic} ^{0}(X)}라고 하자. 그렇다면 다음과 같은 짧은 완전열이 존재한다.
{\displaystyle 1\to \operatorname {Pic} ^{0}(X)\to \operatorname {Pic} (X)\to \operatorname {Pic} (X)/\operatorname {Pic} ^{0}(X)\to 1}
여기서 몫군 {\displaystyle \operatorname {Pic} (X)/\operatorname {Pic} ^{0}(X)}을 네롱-세베리 군(영어: Néron–Severi group)이라고 하며, {\displaystyle \operatorname {NS} (X)}로 쓴다. 네롱-세베리 군의 계수를 피카르 수(영어: Picard number) {\displaystyle \rho (X)}라고 한다. 네롱-세베리 군의 꼬임 부분군 {\displaystyle \operatorname {NS_{tors}} (X)}의 크기를 세베리 수(영어: Severi number)라고 한다.

## 성질
대수적으로 닫힌 체 위의 완비 비특이 대수다양체 {\displaystyle X}의 네롱-세베리 군은 유한 생성 아벨 군이며, (네롱-세베리 정리 영어: Néron–Severi theorem) 또한 네롱-세베리 군의 꼬임 부분군 {\displaystyle \operatorname {NS_{tors}} (X)}은 쌍유리 동치에 대하여 불변이다.

## 예
체 {\displaystyle K}에 대한 {\displaystyle n}차원 사영 공간 {\displaystyle \mathbb {P} _{K}^{n}}의 경우, 가역층들은 {\displaystyle {\mathcal {O}}(m)} ({\displaystyle m\in \mathbb {Z} })이고, 이들은 {\displaystyle {\mathcal {O}}(m_{1})\otimes {\mathcal {O}}(m_{2})\cong {\mathcal {O}}(m_{1}+m_{2})}를 만족한다. 따라서 {\displaystyle \mathbb {P} _{K}^{n}}의 피카르 군은 무한 순환군 {\displaystyle \mathbb {Z} }와 동형이다.
데데킨트 정역의 피카르 군은 그 아이디얼 유군이다.
체 {\displaystyle K}에 대하여, 두 개의 {\displaystyle \operatorname {Spec} K[x]}를 0이 아닌 원소들의 열린 집합 {\displaystyle \operatorname {Spec} K[x]\setminus \operatorname {Spec} K[x]/(x)}에서 이어붙이면, 원점이 두 개인 아핀 직선을 얻는다. 이 경우, 피카르 군은 무한 순환군 {\displaystyle \mathbb {Z} }와 동형이다.

## 역사
피카르 군은 에밀 피카르의 이름을 땄다. 네롱-세베리 군은 앙드레 네롱과 프란체스코 세베리의 이름을 땄다.

## 같이 보기
- 야코비 다양체
- 알바네세 다양체
- 선다발
- 가역층
- 인자 (대수기하학)